# آرتاشس سوم
آرتاشس سوم (یونانی: Άρταξίας) پادشاه ارمنستان در حکومت پادشاهان بسفور بین سال‌های ۱۸ تا ۳۵ میلادی بود.
در سال ۱۸ میلادی ژرمنیکوس ژولیوس سزار اعلام می‌دارد آرتاشس سوم پادشاه ارمنستان است.